# ماتياس بوكر
ماتياس بوكر (بالإنجليزية: Matías Boeker)‏ مواليد 11 ديسمبر 1980 في بوينس آيرس، هو لاعب كرة مضرب أمريكي سابق وكان يلعب باليد اليمنى. أعلى تصنيف له في الفردي كان المركز الـ 216 في سنة 2004. أعلى تصنيف له في الزوجي كان المركز الـ 200 في سنة 2005.

## النهائيات

### الفردي: (1)
| الرقم | السنة | الدورة                       | الأرضية | المنافس في النهائي | النتيجة في النهائي |
| ----- | ----- | ---------------------------- | ------- | ------------------ | ------------------ |
| 1.    | 2004  | ليكسينغتون, الولايات المتحدة | صلبة    | جيسي ويتن          | 6-2, 4-6, 7-6(5)   |